# SOUND VOLTEX
《SOUND VOLTEX》（中文译名：音律炫动）是KONAMI於2012年1月18日起推出的街機音樂遊戲，屬於Bemani系列的一員。官方簡稱為「SDVX」及「VOLTEX」。
2011年7月16日進行了事前沒有發表的突發場測，而同年8月24日進行了官方場測。本作跟《pop'n music》、《jubeat》及《REFLEC BEAT》一樣，並沒有模擬某種特定樂器的形態，本作的特徵並非「正確地演奏並發出聲音」，而是「透過操作裝置達到效果」。這是BEMANI系列中，自《beatmania III》相隔十多年以來，再次內藏耳機端口。
另外游戏开设了特設網站「SOUND VOLTEX FLOOR」。跟至今的BEMANI系列不同，採用的歌曲主要為於網絡上活躍的同人音樂作家們的創作或混音。另外，官方會於特設網站「SOUND VOLTEX FLOOR」招募歌曲及封面等。本作十分積極於追加各種歌曲，例如VOCALOID、EXIT TUNES及東方Project的樂曲混音。

## 玩法

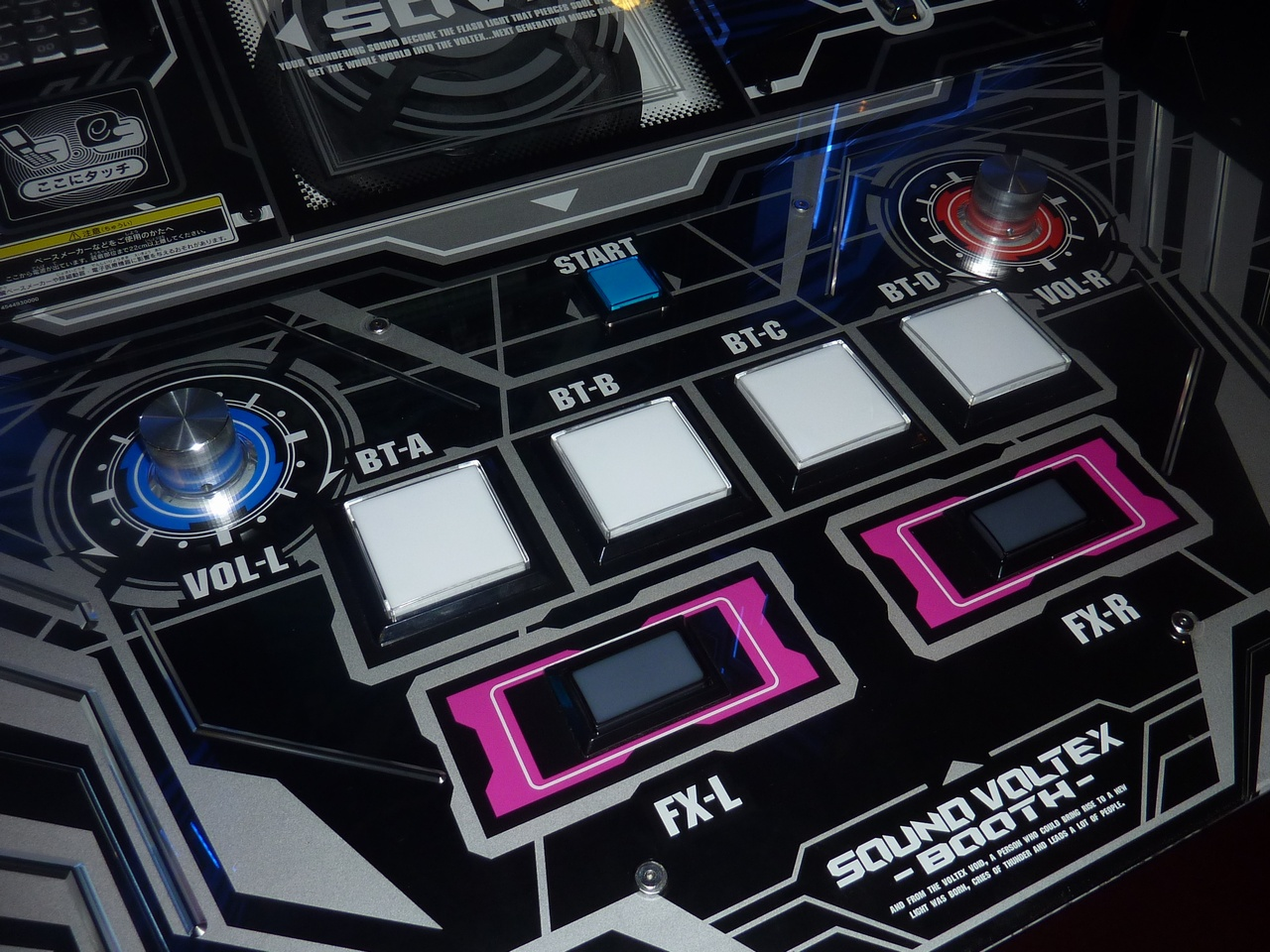
SOUND VOLTEX BOOTH的操作裝置

游戏玩法与音乐战机类似。游戏画面为竖向，大致可分为六条轨道，物件通常位于这几条疾走中的轨道上，由畫面的深處向画面中下方的装置飛過來。轨道下方的末端（即装置上部）的一条亮线即是判定线。物件与背景音乐相对应，占一条或两条轨道的空间。操作面板上有四個白色「BT按鍵」及兩個黑色「FX按鍵」，在按鍵的兩旁還分列着兩個「類比裝置」旋钮。BT按键依次对应中间四条从左到右的轨道上的BT物件，FX按键同样对应这两对轨道上的FX物件，而类比装置物件则只与旋钮的颜色和转动方向相对应。玩家需要在物件抵达判定线时按下或旋动对应的按键。游戏由时间误差从大到小分为三种判定：ERROR、NEAR和CRITICAL，其中NEAR和CRITICAL为正确判定，而ERROR为错误判定。当正确操作时， 除了会有key音之外，游戏的背景音乐也可能会加上一定的特效。正确操作时屏幕右边的Rate槽会增加，反之则会减少。游戏会根据玩家的表现在一曲游玩结束时给出评价。在不同的游戏模式下，过关条件不同，大体都要求血量（Rate）不能低于某一个值，若过关则萛作TRACK COMPLETE，否则即为TRACK CRASH。NORMAL模式下游戏开始时为0％，结束时值不可低于70%。
玩家可以选择只投币，以GUEST身份游玩；或刷e-Amusement PASS卡以对应身份登录游玩，并沿用之前的设置（CREW、APPEAL CARD等）。在日本，玩家可以使用e-Amusement PASS附带的PASELI钱包支付。投币和/或刷e-Amusement PASS卡登录之后，选择游戏模式，每个游戏模式又有自己的支付方式，最基本的模式为NORMAL模式的LIGHT START。之后可以选择游戏过程中的装饰CREW和APPEAL CARD。此时可以选择是否游玩教程曲，之后才能进入选曲界面，可以在这个界面下选择不同难度、调整判定等游戏设置。选中曲子后可以等待其他玩家联机游玩。如果游玩中能过关的话，一次游玩过程中一般可以玩三首歌。不同游戏模式的可玩曲数不尽相同。在游玩结束时可以看到游戏评价。成玏游玩曲子或者解锁成就时会获得PCB，用于解禁部分乐曲。

### 物件
- BT物件（BT OBJECT）

一欄寬，白色的物件，分為碎片BT物件（CHIP BT OBJECT）」（短按）及「長BT物件（LONG BT OBJECT）」（長按）兩種。
當碎片BT物件接觸到判定線（CRITICAL LINE）時按下相對的BT按鍵（BT Button）即可。
當長BT物件接觸到判定線時要按下相對BT按鍵，直到長BT物件完結後才可鬆手，而鬆手的時機不準確也不會當為ERROR。在按下期間會計算CHAIN，即使中途不小心放了手也不會當成ERROR，只是斷CHAIN及由按下去的地方開始重新計算CHAIN。
- FX物件（FX OBJECT）

兩欄寬，橙色的物件，分為「碎片FX物件（CHIP FX OBJECT）」（短按）及「長FX物件（LONG FX OBJECT）」（長按）兩種。
當碎片FX物件接觸到判定線時按下相對的FX按鍵（FX Button）即可。
當長FX物件接觸到判定線時要按下相對FX按鍵，直到長FX物件完結後才可鬆手，而鬆手的時機不準確也不會當為ERROR。在按下期間會計算CHAIN，即使中途不小心放了手也不會當成ERROR，只是斷CHAIN及由按下去的地方開始重新計算CHAIN。
- 類比裝置（ANALOG DEVICE）

分為藍色線及紅色線兩種，藍色線由左面的旋扭VOL-L控制，紅色線由右面的旋扭VOL-R控制。每當有需要控制此種音符前一些時間在畫面的左方或右方會有提示。判定點在線上就會算CHAIN，而離開了的話就會斷CHAIN。
見到斜線的類比裝置時，應慢慢扭動旋扭；而見到成直角的類比裝置時，應一次性扭動較大角度。

### 游戏模式
在第六代，游戏模式分为NORMAL、FRIEND、MEGAMIX BATTLE、ARENA BATTLE、BLASTER、PARADISE、PREMIUM TIME、SKILL ANALYZER模式，每个模式又有自己的支付方式。其中MEGAMIX BATTLE和ARENA BATTLE模式仅限于新框体「-Valkyrie Model-」。
- NORMAL模式

SDVX最基础的模式，支持最多4人在线游玩同一乐曲。可以选择三种支付方式：使用代币支付的LIGHT START和使用PASELI支付的LIGHT START，以及使用PASELI支付的STANDARD START。
- LIGHT START

支持投币和PASELI支付，最多可以游玩四首（3首和 EXTRACK）。根据玩家所取得的 SKILL LEVEL，每个 STAGE 可以游玩的乐曲的等级上限也有所不同。
| SKILL LEVEL / TRACK | SKILL LEVEL / TRACK | 1st TRACK                          | 2nd TRACK                          | FINAL TRACK / EXTRACK |
| NO SKILL LEVEL      | NO SKILL LEVEL      | 16 未使用 e-AMUSEMENT PASS 时为 10 | 18 未使用 e-AMUSEMENT PASS 时为 16 | 无限制                |
| 01                  | 岳翔                | 16                                 | 18                                 | 无限制                |
| 02                  | 流星                | 16                                 | 18                                 | 无限制                |
| 03                  | 月衝                | 16                                 | 18                                 | 无限制                |
| 04                  | 瞬光                | 16                                 | 18                                 | 无限制                |
| 05                  | 天極                | 16                                 | 18                                 | 无限制                |
| 06                  | 烈風                | 16                                 | 18                                 | 无限制                |
| 07                  | 雷電                | 16                                 | 18                                 | 无限制                |
| 08                  | 麗華                | 16                                 | 18                                 | 无限制                |
| 09                  | 魔騎士              | 16                                 | 18                                 | 无限制                |
| 10                  | 剛力羅              | 17                                 | 19                                 | 无限制                |
| 11                  | 或帝滅斗            | 18                                 | 无限制                             | 无限制                |
| ∞                   | 暴龍天              | 无限制                             | 无限制                             | 无限制                |
- STANDARD START

使用PASELI支付时可以选择的模式，至少可以游玩三首，可以自由选择乐曲。游玩后获得的 Blaster Energy 会有加成。
- FRIEND模式

可以与在店内的其他玩家对战，最多4人，人数不足时会有线上玩家参与。可以选择的支付方式与NORMAL模式相同。
- BLASTER模式

在LIGHT START之外游玩乐曲时可以增加BLASTER能量，在其他模式中消耗这一数值以游玩BLASTER GATE文件夹下的谱面，而在本模式中可以直接游玩而不用耗费BLASTER能量。本模式中只有一种使用PASELI的支付模式BLASTER START。
- BLASTER START

使用PASELI支付时可以选择的模式，一定可以游玩三首（两首和 EXTRACK）。不存在难度限制，可以无视 Blaster Energy 残量直接挑战 Blaster Gate 乐曲，一定会出现 EXTRACK。
在六代开始，如果由Blaster Start开始，改为3局和EXTRACK（如果有），其中HEXA DIVER每次Blaster Start只能进行一次，Blaster Gate和ΩDimension无限制。
- SKILL ANALYZER模式

用于SKILL ANALYZER段位认定的模式。支付方式为LIGHT START。
- PREMIUM TIME模式

可以在十分钟内游玩无级别限制的曲目，支持中途退出和重试以及成绩挑战。支付方式仅有以PASELI支付的PREMIUM TIME START。
- MEGAMIX BATTLE模式

六代新增模式，仅限于新框体「-Valkyrie Model-」，可以选择五首乐曲进行MEGAMIX混曲，一个片段作为一个回合，合为分为十二回合的一张谱面，与店内另一人对战。在一个回合中分数高的一方会得到一星，在结束时星多者获胜。游玩中可以发动一次EXCEED GEAR技能，将CRITICAL判定变成更严格的S-CRITICAL判定，发动者如果在这一回合胜利的话可以获得更多星。使用支持代币和PASELI支付的支付方式MEGAMIX START。
- ARENA BATTLE模式

六代新增模式，仅限于新框体「-Valkyrie Model-」，支持店内2～4人对战。一人挑选一首曲子，每人依次游玩这几首曲子，最终总分高者胜。使用支持代币和PASELI支付的支付方式ARENA START。
- GENERATOR模式

在有 GENERATOR 的框体上可以游玩 GENERATOR 模式（GENERATOR LIGHT START，GENERATOR START），在游玩结束后可以获得实体卡片和可在游戏内使用的APPEAL CARD。
游玩 STANDARD START， BLASTER START 和 GENERATOR START  并使用 Excessive Rate 时可以开启 ARS （ALTERNATIVE RATE SYSTEM）模式，在 Rate 耗尽时会切换成一定比例的 Effective Rate 继续游戏。

### Rate模式
EFFECTIVE RATE（增加型）
標準的Rate模式，預設值為0%。演奏時EFFECTIVE RATE會有所增減，得到CRITICAL時會大幅增加，得到NEAR時不變，得到ERROR時減少。演奏完結時，EFFECTIVE RATE超過70%的話就合格，稱為「TRACK COMPLETE」，而不合格稱為「TRACK CRASH」。而如果在TRACK CRASH時連線的玩家中至少有一人TRACK COMPLETE的話就會變作「SAVED」，能夠繼續下一首歌，否則遊戲會被強制終結。第二代開始遊玩LEVEL 7以下的歌曲時，即使TRACK CRASH也會自動變作SAVED，能夠繼續下一首歌。
EXCESSIVE RATE（減少型）
第二代新增的Rate模式，預設值為100%。演奏時EXCESSIVE RATE會有所增減，能令其保持在0%以上就算TRACK COMPLETE，當跌至0%時就會自動變成TRACK CRASH，遊戲馬上結束，並不會有SAVED的出現，即使遊玩LEVEL 7以下的歌曲時也不例外。低于 30% 时减少量会下降。
PERMISSIVE RATE（減少型）
SKILL ANALYZER專用的Rate模式。减少量比 EXCESSIVE RATE 少，在一次 SKILL ANALYZER 中不会在一曲结束后回复。
BLASTIVE RATE（減少型）
挑战 BLASTER GATE 、 ΩDimension乐曲和 EXTRACK 时使用的Rate模式。基本上与Excessive Rate相同，但会根据歌曲在 Blaster Gate 和 ΩDimension中的 Rank 等级从而对减少量做适当调整。從六代开始已取消该血条。
HEXAIVE RATE（減少型）
挑战 HEXA DIVER 时使用的Rate模式。基本上与Blastive Rate相同，但选择歌曲后准备开始时可以自行调整 HEXA RANK，数值從1到5递增，1为最低，5为最高且带有NEAR判定造成伤害的机制。

### 成績
判定分為CRITICAL、NEAR及ERROR三種，連續取得CRITICAL或NEAR的話，CHAIN就會顯示出來（即BEMANI系列中其他機種的COMBO）。如果全部物件都獲得CRITICAL或NEAR判定的話就叫作「ULTIMATE CHAIN」（即UC、全連或FULL COMBO），全部物件都獲得CRITICAL而獲得滿分（10,000,000分）的話就叫作「PERFECT ULTIMATE CHAIN」，簡稱「PUC」

### SKILL ANALYZER
於第二代追加的段位認定模式，以遊玩規定的歌曲測試自己實力（SKILL LEVEL）的模式。连续通过对应的乐曲即算作通过（“分析成功”），获得相应的SKILL LEVEL和等级。
SKILL LEVEL的名字及顏色如下。
- Lv.01 岳翔（銅）
- Lv.02 流星（藍）
- Lv.03 月衝（黃）
- Lv.04 瞬光（白）
- Lv.05 天極（水藍）
- Lv.06 烈風（翡翠綠）
- Lv.07 雷電（紅）
- Lv.08 麗華（粉紅）
- Lv.09 魔騎士（銀）
- Lv.10 剛力羅（金）
- Lv.11 或帝滅斗（深紅）
- Lv.∞ 暴龍天（紫背景金字）

某些时期也有特殊的 SKILL ANALYZER 课题选择。
游玩最近一次所获得最高 SKILL LEVEL 所追加的课题，并且挑战分析成功可以获得银色边框，游玩所获得最高 SKILL LEVEL 的所有课题，并且挑战分析成功可以获得金色边框。
将所获得最高 SKILL LEVEL 之前的所有课题全部达成相应的达成率后可以获得后光边框。

### 乐曲解禁系统

#### TRACK INPUT
在选择乐曲时可以通过消耗游戏中获得的 Block 解禁一些乐曲，某些乐曲需要特殊的条件才能解禁。

#### BLASTER GATE
infinite infection 时追加（当时称作 infinite blaster，HEVAVENLY HAVEN 运营时更名）。
- 游玩时可以积攒 BLASTER ENERGY ，BLASTER ENERGY 累积到 100% 时可以解开 BLASTER GATE 文件夹。（也可通过 BLASTER START 无条件进入）
- 不同目标乐曲的课题曲具有不同的 Rank 和生命值，通过游玩课题曲来消除目标乐曲的生命值。
- 当目标乐曲的生命值耗尽时即可解锁。

#### EXTRACK
HEAVENLY HAVEN 追加，BLASTER ENERGY 累积到 100% 时可以游玩。包含一些只有在 EXTRACK 可以进行解禁的乐曲。
从六代开始，如果不是由Blaster Start开始或Blaster Gauge到达100%时，则无法进行解禁歌曲，改為额外进行一局。

#### ΩDimension
HEAVENLY HAVEN追加，只能通过EXTRACK进入，四代目前有七章（包括第五章的额外章，五代追加两章，总共有九章，六代不再追加）和BLASTER GATE一样，也是带有BARRIER RANK的BLASTIVE RATE血条，不同的是每个难度都有相应的BARRIER RANK，NOV为1.5，ADV为2.0，EXH为2.5，MXM为3.0，只有解禁目标歌曲的某个难度和前几个难度后BARRIER RANK才会减少。
最终目标歌曲和相应的难度必须完成前几曲目标歌曲和对应的难度才会解锁挑战。
该系统有三个主题：海盗船、星空、天地开辟，且会有对应的开场动画。
在六代已经取消该限制，只有第五章的额外章需要完成第五章才会解锁。

#### HEXA DIVER
VIVID WAVE追加，只能通过EXTRACK进入，五代目前有三章（六代有五章），但比ΩDimension不同的是，它有带有HEXA RANK（和BERRIER RATE相似）的HEXAIVE RATE血条，每次选歌时可以调整HEXA RANK的数量，数量由1至5递增，ERROR造成的伤害就越高，1为最低，5为最高且带有NEAR判定造成伤害的机制。如果HEXA RANK选择5且挑战成功，即可解禁目标歌曲的所选难度和前几个难度。
每个目标歌曲都有自己的血条，称为HEXA POINT（HP），每个难度都有特定点，NOV为1000HP，ADV为2500HP，EXH为5000HP，MXM为10000HP。
在六代保留了此机制，但从Blaster Start进入，只能进行一次。
每章的4首被锁的歌曲和相应难度需要完成前三首歌曲和相应难度才逐个解锁挑战，只有最后一首歌和相应难度需要解禁前六首歌曲和对应难度才会解锁挑战。
如果解禁了某章的boss歌曲后，会有所对应的故事。
如果沒有购入Blaster Pass时，ARS將不可用。
如ARS生效时，挑战成功所获得的HP损失量会减少。

#### POLICY BREAK 和 FLOOR INJECTION
infinite infection 追加，属于 BEMANI 系列的跨机种联动计划之一。
此外在其他时期会有时间限定的解禁活动。

### 账号系统
SDVX的账号为联网功能。游戏采用e-Amusement系统进行进度保存，在投币开始游戏时，会询问是否刷卡，可以刷e-Amusement PASS卡并在机台面板左上方的小键盘上输入密码，以该卡对应的身份进行游戏。在e-Amusement的网站和APP上可以查看游玩记录。
在世宇代理的版本的机器中也有账号服务，但是该服务经由微信扫码提供，并在世宇运营的微信小程序「游艺宝」中完成大多数操作，账号与其他版本不互通。机器在e-Amusement商标上方印有「中国专用」的字样，国际版的小键盘和刷卡区域被替换为世宇科技的logo和指向世宇旗下游戏机台贩卖网站「世宇商城」的二维码，在进入游戏时的刷卡提示也被替换为登录用二维码。注册后自动免费成为普通会员，玩家需要充值e-am点以订阅VIP会员和进行标准模式外的游戏模式，VIP会员可解锁隐藏曲目。

## 系列

### SOUND VOLTEX BOOTH
SOUND VOLTEX BOOTH（2012年1月18日推出）
本作的第一代。
- 設計以藍色為主調。
- 當初場測時只有收錄13首歌曲，在正式推出時追加了14首歌曲，總共27首。
- 經歷了27次追加歌曲，最終總共有166首歌曲。

### SOUND VOLTEX II -infinite infection-
SOUND VOLTEX II -infinite infection-（2013年6月5日推出）
本作的第二代。DJ Yoshitaka就任製作者。
於2013年2月15日至2月16日舉行的JAPAN AMUSEMENT EXPO 2013首次登場。
- 設計以白色及粉紅色為主調，白色為主要顏色。
- 增加了更多EFFECTOR、增加了LONG BT OBJECT（BT按鈕的長按）及CHIP FX OBJECT（FX按鈕的短按）、譜面更加傾斜、追加 SKILL ANAYLZER 等。
- BEMANI系列中首次以網路下載形式作版本更新。
- 新設了第四個難度「INFINITE」。大致上分為「比EXHAUST更難的譜面」、「跟EXHAUST等級相同但譜面不同」及「INFINITE專用歌曲」三種。
- 前作並無與其他機種的直接合作，本作有一個名為「POLICY BREAK」的合作計劃，將BEMANI系列其他機種的曲子移植到本作。相应的，本作的原创乐曲有些则通过「FLOOR INFECTION」计划移植到其它 BEMANI 机种上。

### SOUND VOLTEX III GRAVITY WARS
SOUND VOLTEX III GRAVITY WARS（2014年11月20日推出）
本作的第三代。
2014年9月27日開始於日本全國的七個都市進行場測，同年11月18日正式推出。
- 設計以黑色及橙色為主調。
- 類比裝置的開始點不固定了。
- 增加了旋鈕可出軌、旋鈕起始點可在任意位置、允許「BT長壓鍵疊在FX長壓鍵上」的配置、視角變換、軌道消失……等要素。
- 新增了特殊难度 GRAVITY ，和前作 INFINITE 难度类似。

### SOUND VOLTEX IV HEAVENLY HAVEN
SOUND VOLTEX IV HEAVENLY HAVEN（2016年12月21日推出）
本作的第四代。
2016年10月5日宣布四代製作決定，同年10月21日開始第一次場測。
- 設計以藍色及白色為主調，以「天國」及「避風港」作為主題。
- 難易度由原本的16段階擴展至20段階（重新調整了原三代 13 及以上难度）。
- 新增了第四个基本难度 MAXIMUM （MXM）和特殊难度 HEAVENLY （HVN）。
- 评价等级改為只与分数相关，并新增了 A+ AA+ AAA+ 和 S等级。
- 新增 MIRROR 及 RANDOM 模式。
- 增加了中間較亮的FX鍵會有按键音的要素。
- 取消了前作的在游玩前选择 FRIEND （本地联机）和 SKILL ANALYZER 模式的画面。
  - 本地联机改为在开始前搜索（可以在开始搜索前五秒钟按 START 键跳过）
  - SKILL ANALYZER 变为游玩时的一个文件夹，第一首时可以选择。

- 后期更新中新增了奖章与成就系统，数值化的水平评价系统 VOLFORCE 和 EXTRA STAGE （称为 EXTRACK），并新增了只在 EXTRACK 可以选择的特殊文件夹。 

### SOUND VOLTEX VIVID WAVE
SOUND VOLTEX VIVID WAVE（2019年2月28日推出）
本作的第五代。
2018年10月11日，宣布情報。
2018年10月12日，進行场测。
- 設計以粉红色作為主調，以「偶像」为主题。
- 添加特殊难度 VIVID （VVD）。
- SOUND VOLTEX系列第二次升级软硬件，遊戲的解析度從HD(1280×720)升級到Full HD(1980x1080)。
- 游戏模式选择发生了变化。
- 本作的版权曲来源扩大了。
- 前作解禁乐曲用货币 “BLC” 和抽取 APPEAL CARD 用货币“PC”统一为“PCB”。

### SOUND VOLTEX EXCEED GEAR

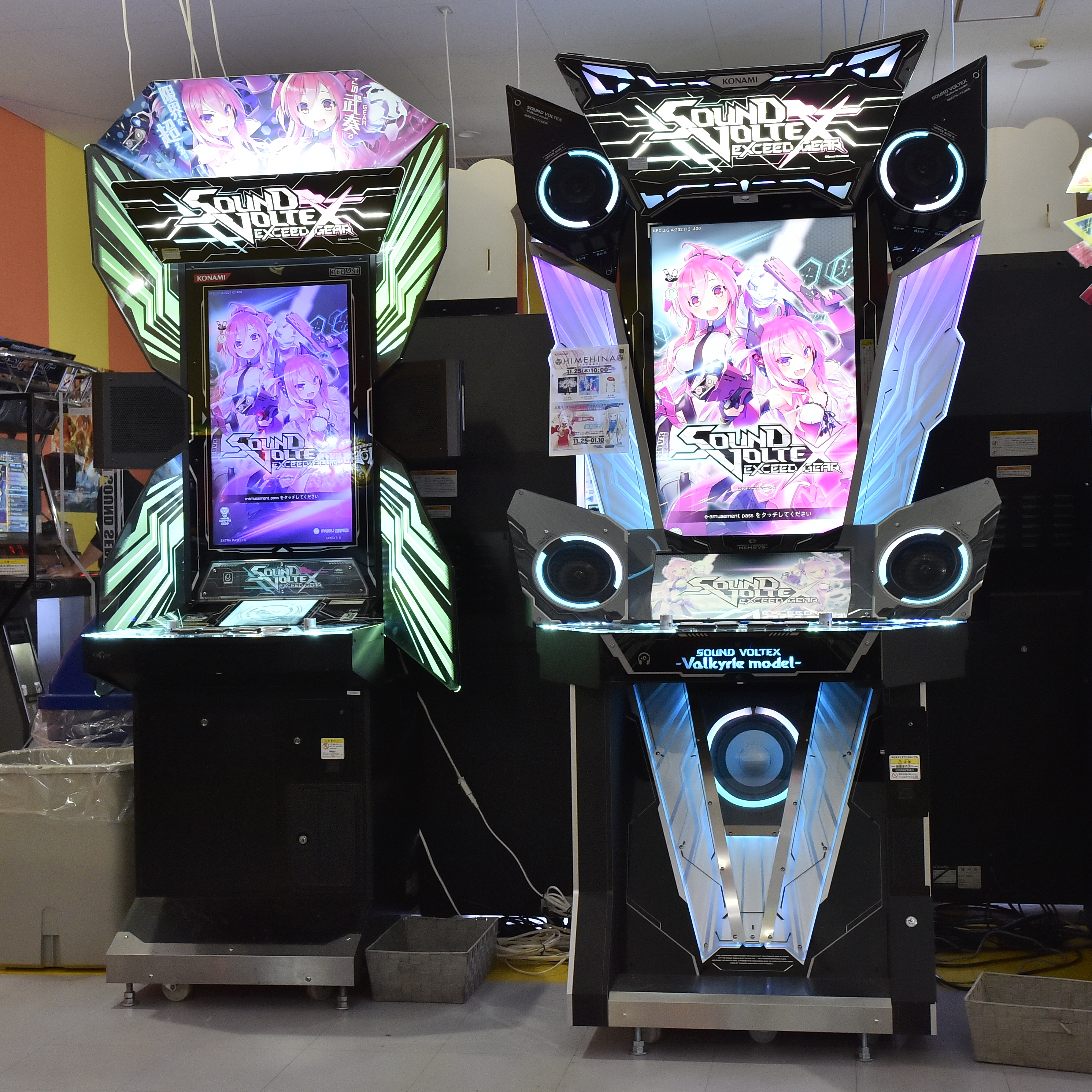
SOUND VOLTEX EXCEED GEAR
標準框體(左)與Valkyrie Model(右)

SOUND VOLTEX EXCEED GEAR（2021年2月17日推出）
本作的第六代。
2020年9月4日~9月6日，進行第一次場測。
2020年9月26日~9月27日，進行第二次場測。
2021年2月17日，先行在Valkyrie Model(新框體)營運。
2021年4月27日，所有機台開始推送更新並營運。
2022年4月25日，新章開始營運。 2023年4月27日，Climax season開始營運。
- 以「戰神」為主題。
- 以六邊形作為視覺設計主題，強調是6的意思，操作介面大改變，字體也變成了以六邊形為主。
- 添加了特殊難度EXCEED（XCD）。
- 新增框體 -Valkyrie Model- ，支援120Hz螢幕並在下方新增觸控螢幕，主要作用用於調整下流速度、血條類型、判定文字位置、耳機音量、偏位設定、燈光亮度、開啟Valkyrie Effect和S-Criminal、搜尋歌曲、虛擬數字鍵等，在ARENA BATTLE每局結束後，可以查看分數以及下一局會進行的歌曲。
- 新增兩種模式
  - MEGAMIX BATTLE：為兩人對戰模式，其中會以AUTOMATION PARADISE進行選曲混音，並在每首獨立的選曲間進行評分，較高的那方會獲得該曲的分數(每首一分)，結束後總分數較高的一方獲勝。
  - ARENA BATTLE：為四人對戰模式。 通常下會有LOCAL MATCH(本地對戰)和ONLINE MATCH(線上對戰)兩個選項。選擇後系統會尋找其餘三個玩家，如果匹配時間過長或全員跳過，系統會分配其餘的空位為電腦而開始（如果匹配到其餘三個玩家就直接開始）。配對完成後每個玩家選擇一首歌曲，以亂數決定選擇的歌曲順序，進行分數的對戰。 在限定活動對戰RANK MATCH與ULTIMATE MATCH中，系統會篩選同階段的其餘三個玩家，當所有玩家完成四局後，排名第一(有時也會有第二)的玩家會增加階段條，階段條填滿時會獲得昇格，反之會減少階段條導致降格。對戰除了以分數判斷以外，也有用積分的方式進行排名。
  - SINGLE BATTLE：Climax season改版新增，為兩人對戰模式。 通常下會有LOCAL MATCH(本地對戰)和ONLINE MATCH(線上對戰)兩個選項，配對完成後每個玩家選擇一首歌曲，以亂數決定選擇的歌曲順序，再由電腦亂數決定最後一首，進行分數的對戰。 與ARENA BATTLE一樣，在限定活動對戰RANK MATCH與ULTIMATE MATCH中，系統會配對同階段附近的玩家，當所有玩家完成三局後，勝出者會增加階段條，階段條填滿時會獲得昇格，反之會減少階段條導致降格。對戰除了以分數判斷以外，也有用積分的方式進行排名。

- 在新框體中有加入一些元素
  - 新判定S-Critical ，為最嚴格的判定，可通過副屏幕來開啟，開啟後分數下方會出現EX SCORE，一旦挑戰開始後則無法關閉和開啟，在進行LIGHT START或使用舊框體時則無法開啟此判定。
  - 新功能Valkyrie Effect，為視覺功能，可通過副屏幕來開啟，開啟後遊玩畫面的周圍都有炫彩效果，在使用舊框體時則無法開啟此功能。
  - 新增抽奬系統Valkyrie generator，為新框體獨占的抽獎系統，獎勵包括有夥伴、表情包、副屏幕璧紙、虛擬手台皮膚和背景音樂，須在支持使用PASELI的新框體下進行抽取（目前只有日版機台才能支持），如果PASELI消費額度過多，會提示是否繼續進行抽取。
  - 新模式S-Random，開啟這個模式會讓歌曲的BT物件、FX物件與類比裝置變成真正的隨機生成。

## 登場角色

### 主要角色
RASIS
本作的領航員。VOLTE學園高等部的學生。
說話時會混雜片假名。随着游戏更新而更新编号，第二代名為RASIS II，第三代名為RASIS III。
嬬武器
把類比裝置的箭頭形象化得出的角色。語尾為。
嬬武器雷刀
把紅色類比裝置形象化得出的角色。
烈風刀的雙胞胎哥哥，VOLTE學園高等部的學生。
雖然言行舉止都有點粗魯，實際上是溫柔可靠的性格。
嬬武器烈風刀
把藍色類比裝置形象化得出的角色。
雷刀的雙胞胎弟弟，VOLTE學園高等部的學生。
冷靜沉著的性格，能客觀地觀察事物，並定下正確的判斷。

## 註腳

### 出處
1. ↑  SDVX音律炫动5. . 微信公众号. 2019-11-11  [2021-10-07]. （原始内容存档于2021-10-08）.
2. ↑  . www.zs-shiyu.com.   [2018-12-05]. （原始内容存档于2018-12-06）.
3. ↑  . KONAMI.   [2015-02-18]. （原始内容存档于2015-02-17） （日语）.
4. 1 2 3 4 5 6 7  . KONAMI.   [2015-02-18]. （原始内容存档于2015-02-17） （日语）.
5. 1 2 3 4 5 6 7  . KONAMI.   [2015-02-18]. （原始内容存档于2015-02-18） （中文（繁體））.
6. 1 2  .   [2021-10-10]. （原始内容存档于2022-04-02）.
7. 1 2 3  . KONAMI.   [2015-02-18]. （原始内容存档于2015-02-17） （日语）.
8. 1 2  . KONAMI.   [2015-02-18]. （原始内容存档于2015-02-18） （中文（繁體））.
9. ↑  . KONAMI.   [2015-02-18]. （原始内容存档于2015-02-18） （日语）.
10. ↑  . KONAMI.   [2015-02-18]. （原始内容存档于2015-02-18） （中文（繁體））.
11. ↑  SDVX音律炫动5. . 哔哩哔哩动态. 2019-11-13  [2021-10-07]. （原始内容存档于2021-10-07）.
12. ↑  SDVX音律炫动5. . 哔哩哔哩动态. 2021-04-30  [2021-10-07]. （原始内容存档于2021-10-07）.
13. ↑  . 4Gamer.net. 2013-02-16  [2015-02-18]. （原始内容存档于2015-02-18） （日语）.
14. ↑  . KONAMI.   [2015-02-18]. （原始内容存档于2015-02-17） （日语）.
15. ↑  . SOUND VOLTEX IV HEAVENLY HAVEN.   [2017-07-25]. （原始内容存档于2017-07-22）.
16. ↑  . SDVX VIVID WAVE.   [2020-05-12]. （原始内容存档于2020-04-24）.
17. 1 2 3 4 5 6 7 8  . KONAMI.   [2015-02-18]. （原始内容存档于2015-02-17） （日语）.

## 外部連結
- （日語）SOUNDVOLTEX STAFF的X（前Twitter）
- （日語）商品情報網站（页面存档备份，存于）
- （日語）初代特設網站（e-AMUSEMENT GATE内）（页面存档备份，存于）
- （日語）第二代特設網站（e-AMUSEMENT GATE内）（页面存档备份，存于）
- （日語）第三代特設網站（e-AMUSEMENT GATE内）（页面存档备份，存于）
- （日語）SOUND VOLTEX非官方維基（页面存档备份，存于）
- （繁體中文）第一代特設網站
- （繁體中文）第二代特設網站
- （繁體中文）SOUND VOLTEX非官方中文維基（页面存档备份，存于）
- （简体中文）SDVX音律炫动5的官方微博，由世宇科技运营 （页面存档备份，存于）